# Szklana Huta (Poméranie)
Pour les articles homonymes, voir Szklana Huta.
Szklana Huta est une localité polonaise de la gmina rurale de Lipusz située dans le powiat de Kościerzyna en voïvodie de Poméranie. Elle se trouve à environ 14 km à l'ouest de Kościerzyna et 64 km au sud-ouest de la capitale régionale Gdańsk.

## Géographie

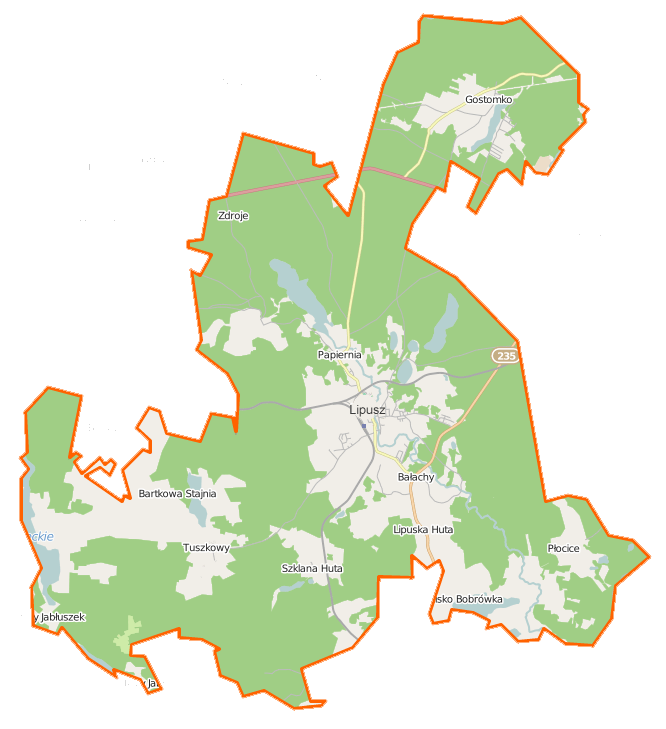
Carte de la gmina de Lipusz.